# Corquoy
Corquoy est une  commune française située dans le département du Cher en région Centre-Val de Loire. Elle a fusionné au 1er janvier 2019 avec la commune de Sainte-Lunaise.

## Géographie
Corquoy s'étend sur les deux rives du Cher, sur la rive droite  lieux-dits La Roche, La petite Roche, Le Colombier, Nantuel et Tardonne ; sur la rive gauche  lieux-dits : Effes, Le Bourg, Grammont et la Franchise.

### Climat
Pour des articles plus généraux, voir Climat du Centre-Val de Loire et Climat du Cher.
En 2010, le climat de la commune est de type climat océanique dégradé des plaines du Centre et du Nord, selon une étude du CNRS s'appuyant sur une série de données couvrant la période 1971-2000. En 2020, Météo-France publie une typologie des climats de la France métropolitaine dans laquelle la commune est exposée à un climat océanique altéré et est dans une zone de transition entre les régions climatiques « Centre et contreforts nord du Massif Central » et « Ouest et nord-ouest du Massif Central ».
Pour la période 1971-2000, la température annuelle moyenne est de 11,5 °C, avec une amplitude thermique annuelle de 16,1 °C. Le cumul annuel moyen de précipitations est de 749 mm, avec 11,1 jours de précipitations en janvier et 7,4 jours en juillet. Pour la période 1991-2020, la température moyenne annuelle observée sur la station météorologique la plus proche, située sur la commune de Lignières à 18 km à vol d'oiseau, est de 12,2 °C et le cumul annuel moyen de précipitations est de 774,6 mm,. Pour l'avenir, les paramètres climatiques de la commune estimés pour 2050 selon différents scénarios d'émission de gaz à effet de serre sont consultables sur un site dédié publié par Météo-France en novembre 2022.

## Urbanisme

### Typologie
Au 1er janvier 2024, Corquoy est catégorisée commune rurale à habitat très dispersé, selon la nouvelle grille communale de densité à 7 niveaux définie par l'Insee en 2022.
Elle est située hors unité urbaine. Par ailleurs la commune fait partie de l'aire d'attraction de Bourges, dont elle est une commune de la couronne,. Cette aire, qui regroupe 111 communes, est catégorisée dans les aires de 50 000 à moins de 200 000 habitants,.

### Risques majeurs
Le territoire de la commune de Corquoy est vulnérable à différents aléas naturels : météorologiques (tempête, orage, neige, grand froid, canicule ou sécheresse), inondations, mouvements de terrains et séisme (sismicité faible). Il est également exposé à un risque technologique, le transport de matières dangereuses. Un site publié par le BRGM permet d'évaluer simplement et rapidement les risques d'un bien localisé soit par son adresse soit par le numéro de sa parcelle.

#### Risques naturels
Certaines parties du territoire communal sont susceptibles d’être affectées par le risque d’inondation par débordement de cours d'eau, notamment le Cher. La commune a été reconnue en état de catastrophe naturelle au titre des dommages causés par les inondations et coulées de boue survenues en 1982, 1999, 2004 et 2016,.

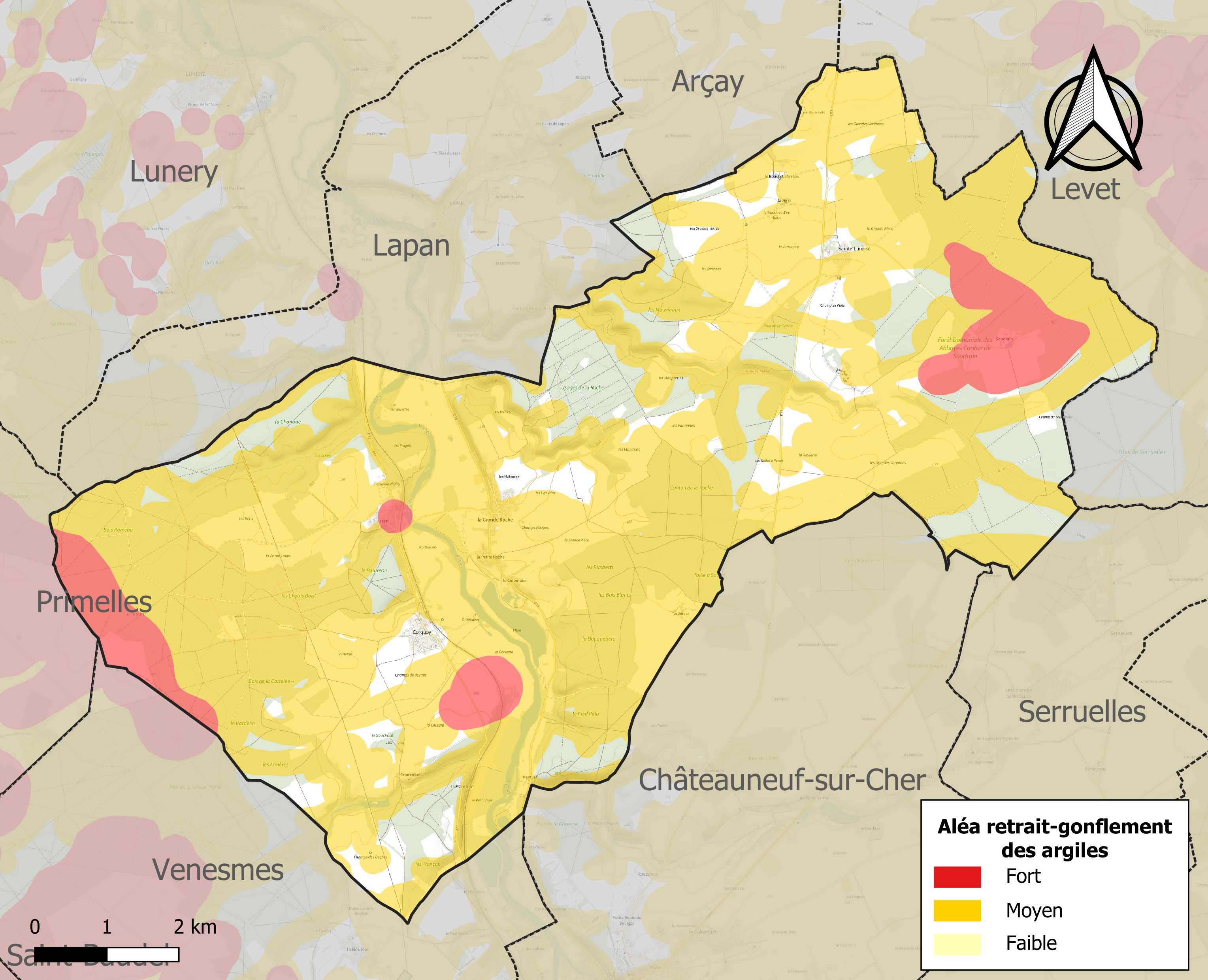
Carte des zones d'aléa retrait-gonflement des sols argileux de Corquoy.

La commune est vulnérable au risque de mouvements de terrains constitué principalement du retrait-gonflement des sols argileux. Cet aléa est susceptible d'engendrer des dommages importants aux bâtiments en cas d’alternance de périodes de sécheresse et de pluie. 82,6 % de la superficie communale est en aléa moyen ou fort (90 % au niveau départemental et 48,5 % au niveau national). Sur les 180 bâtiments dénombrés sur la commune en 2019, 134 sont en aléa moyen ou fort, soit 74 %, à comparer aux 83 % au niveau départemental et 54 % au niveau national. Une cartographie de l'exposition du territoire national au retrait gonflement des sols argileux est disponible sur le site du BRGM,.
Concernant les mouvements de terrains, la commune a été reconnue en état de catastrophe naturelle au titre des dommages causés par la sécheresse en 2018 et par des mouvements de terrain en 1999.

#### Risques technologiques
Le risque de transport de matières dangereuses sur la commune est lié à sa traversée par des infrastructures routières ou ferroviaires importantes ou la présence d'une canalisation de transport d'hydrocarbures. Un accident se produisant sur de telles infrastructures est en effet susceptible d’avoir des effets graves au bâti ou aux personnes jusqu’à 350 m, selon la nature du matériau transporté. Des dispositions d’urbanisme peuvent être préconisées en conséquence.

## Histoire
Les premiers toponymes connus : Corciacum ou Curciacum datent du XIe siècle. Au XIIe siècle, on trouve Corchoe ou Corcoe.
En 1194 est fondé le prieuré grandmontain dit « prieuré de Châteauneuf », uni en 1317 avec le prieuré de Fontblanche fondé entre 1140 et 1145.
Au début du XVIIIe siècle, la paroisse de Corquoy est en crise démographique puisqu’elle passe de 52 feux en 1709 à 50 en 1726. L’hiver de 1709-1710 notamment cause de nombreuses pertes, ainsi que la grande canicule de 1719 qui tua beaucoup par dysenterie.
Au cours de la Révolution française, la commune porta provisoirement le nom de Corquoy-le-Libre.
Le 1er janvier 2019, les communes de Corquoy et de Sainte-Lunaise fusionnent pour créer la commune nouvelle de Corquoy (arrêté n° 2018-01-1100 du 27 septembre 2018 de la préfecture du Cher).

## Politique et administration
Une nouvelle élection du maire a eu lieu en janvier 2019 à la suite de la fusion de la commune avec Sainte-Lunaise.
| Période                                  | Période   | Identité            | Étiquette | Qualité                             |
| ---------------------------------------- | --------- | ------------------- | --------- | ----------------------------------- |
| Les données manquantes sont à compléter. |           |                     |           |                                     |
| avant 1989                               | 1989      | André Fainéant      | PCF       |                                     |
| 1989                                     | 1995      | Christian Sanglier  | UDF       | Architecte                          |
| mars 2001                                | mars 2014 | Jean-Michel Terrier | UMP       | [ 21 ]                              |
| janvier 2019                             | En cours  | Dominique Burlaud,  |           | Agriculteur sur petite exploitation |

## Démographie
L'évolution du nombre d'habitants est connue à travers les recensements de la population effectués dans la commune depuis 1793. Pour les communes de moins de 10 000 habitants, une enquête de recensement portant sur toute la population est réalisée tous les cinq ans, les populations de référence des années intermédiaires étant quant à elles estimées par interpolation ou extrapolation. Pour la commune, le premier recensement exhaustif entrant dans le cadre du nouveau dispositif a été réalisé en 2005.

En 2022, la commune comptait 199 habitants, en évolution de −0,5 % par rapport à 2016 (Cher : −2,48 %, France hors Mayotte : +2,11 %).
| 1793 | 1800 | 1806 | 1821 | 1831 | 1836 | 1841 | 1846 | 1851 |
| ---- | ---- | ---- | ---- | ---- | ---- | ---- | ---- | ---- |
| 380  | 430  | 447  | 308  | 483  | 483  | 432  | 460  | 503  |

| 1856 | 1861 | 1866 | 1872 | 1876 | 1881 | 1886 | 1891 | 1896 |
| ---- | ---- | ---- | ---- | ---- | ---- | ---- | ---- | ---- |
| 568  | 585  | 589  | 518  | 515  | 522  | 525  | 463  | 459  |

| 1901 | 1906 | 1911 | 1921 | 1926 | 1931 | 1936 | 1946 | 1954 |
| ---- | ---- | ---- | ---- | ---- | ---- | ---- | ---- | ---- |
| 421  | 401  | 378  | 304  | 330  | 333  | 293  | 280  | 264  |

| 1962 | 1968 | 1975 | 1982 | 1990 | 1999 | 2005 | 2006 | 2010 |
| ---- | ---- | ---- | ---- | ---- | ---- | ---- | ---- | ---- |
| 272  | 250  | 222  | 216  | 236  | 207  | 235  | 235  | 239  |

| 2015 | 2020 | 2022 | - | - | - | - | - | - |
| ---- | ---- | ---- | - | - | - | - | - | - |
| 205  | 200  | 199  | - | - | - | - | - | - |

## Culture locale et patrimoine

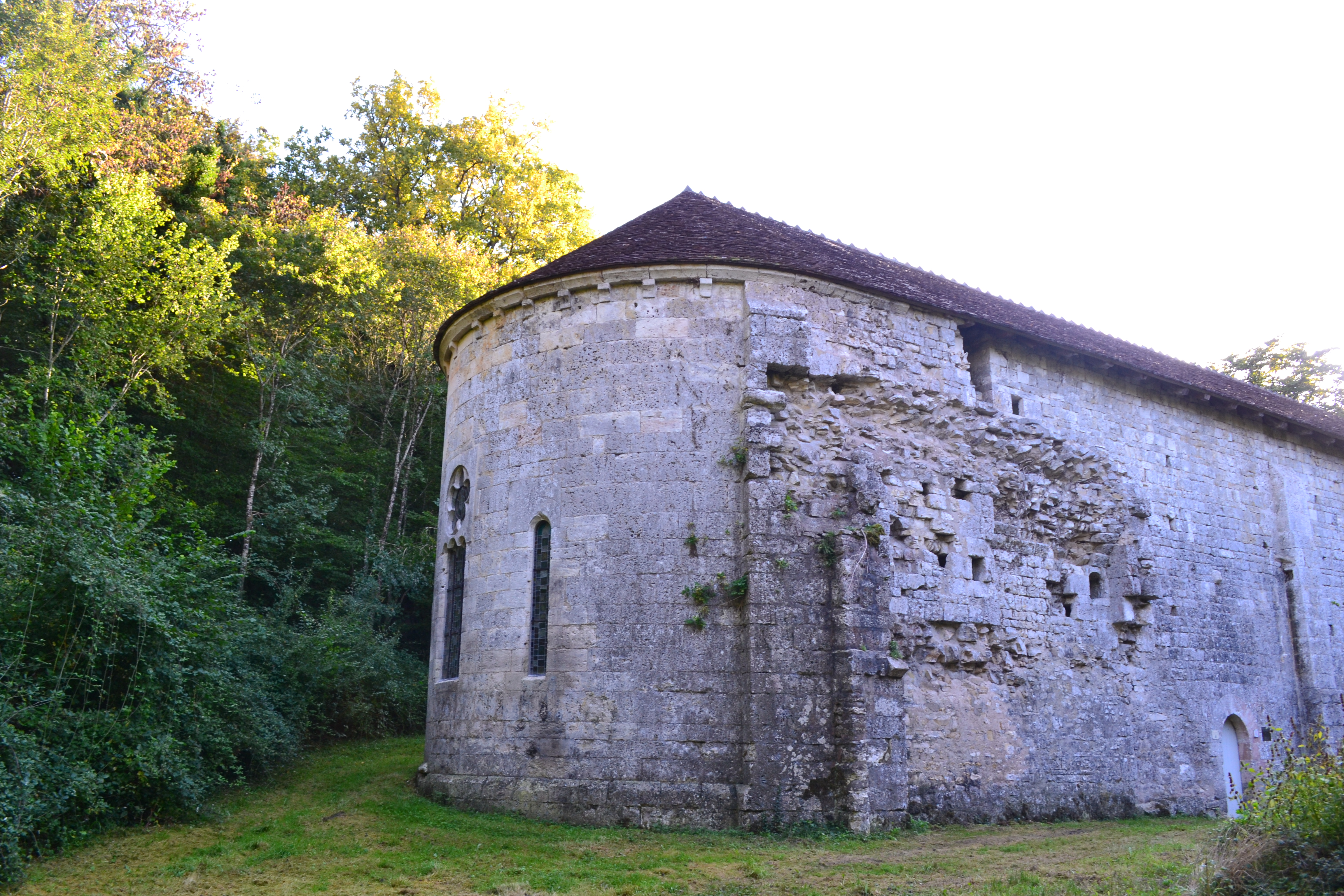
Chevet de l'église du prieuré de Châteauneuf.

### Lieux et monuments
- Église Saint-Martin, datant du XIIe siècle, inscrite partiellement au titre des monuments historiques par arrêté du 12 juin 1926[28].
- Une partie des bâtiments de l'ancien prieuré de l'ordre de Grandmont toujours nommé de Châteauneuf (prioratus de castronovo) : belle église monastique des XIIIe et XIVe siècles (en cours de restauration), inscrite partiellement au titre des monuments historiques par arrêté du 19 février 1926[29].

### Personnalités liées à la commune
- Jacques Thoret, député du tiers état en 1789-1791, y est mort en 1820.